# اليوم الأوروبي لإحياء ذكرى ضحايا الستالينية والنازية
اليوم الأوروبي لإحياء ذكرى ضحايا الستالينية والنازية، المعروف أيضًا باسم يوم الشريط الأسود في بعض البلدان،  هو يوم عالمي لإحياء ذكرى ضحايا الأنظمة الاستبدادية، وبالأخص الستالينية والشيوعية والنازية والفاشية. ويلاحظ في 23 أغسطس ويرمز إلى رفض «التطرف والتعصب والقمع». إنه أحد أيام الاحتفال الرسمي بالاتحاد الأوروبي. تحت اسم Black Ribbon Day، وهو أيضًا يوم ذكرى رسمي لكل من كندا والولايات المتحدة، من بين بلدان أخرى.
تم تحديده أصلاً من قبل البرلمان الأوروبي في 2008/2009 «يوم لإحياء ذكرى ضحايا جميع الأنظمة الشمولية والاستبدادية، للاحتفال بكرامة ونزاهة»،  وتم الاحتفال به سنويا من قبل هيئات الاتحاد الأوروبي منذ عام 2009. دعا قرار البرلمان الأوروبي لعام 2009 بشأن الضمير الأوروبي والشمولية، الذي شارك في رعايته حزب الشعب الأوروبي وتحالف الليبراليين والديمقراطيين من أجل أوروبا والتحالف الأخضر الأوروبي الحر واتحاد أوروبا من أجل الأمم المتحدة، إلى تنفيذه في كل أوروبا. تم اعتبار يوم 23 أغسطس باعتباره يومًا عالميًا لإحياء ذكرى ضحايا الشمولية من خلال إعلان فيلنيوس لعام 2009 الصادر عن الجمعية البرلمانية لمنظمة الأمن والتعاون في أوروبا.
تم اختيار 23 أغسطس ليتزامن مع تاريخ توقيع اتفاقية مولوتوف-ريبنتروب، وهي اتفاقية عدم اعتداء عام 1939 بين اتحاد الجمهوريات الاشتراكية السوفياتية وألمانيا النازية والتي تضمنت بروتوكولًا يقسم رومانيا وبولندا وليتوانيا ولاتفيا وإستونيا وفنلندا إلى معاهدة محددة مجالات النفوذ الألمانية والسوفياتية. وصف رئيس البرلمان الأوروبي جيرزي بوزيك المعاهدة في عام 2010 بأنها «تواطؤ لأسوأ أشكال الاستبداد في تاريخ البشرية». نشأ يوم التذكر في الاحتجاجات التي نظمت في المدن الغربية ضد الجرائم والاحتلال السوفيتي في الثمانينيات من القرن الماضي، والتي بدأها اللاجئون الكنديون من البلدان التي احتلها الاتحاد السوفيتي. بلغت الاحتجاجات ذروتها في طريق البلطيق، وهو مظاهرة كبرى خلال ثورات 1989 التي ساهمت في تحرير دول البلطيق.
الغرض من يوم التذكر هو الحفاظ على ذكرى ضحايا عمليات الترحيل الجماعي والإبادة الجماعية، مع تعزيز القيم الديمقراطية بهدف تعزيز السلام والاستقرار في أوروبا.

## في الاتحاد الأوروبي

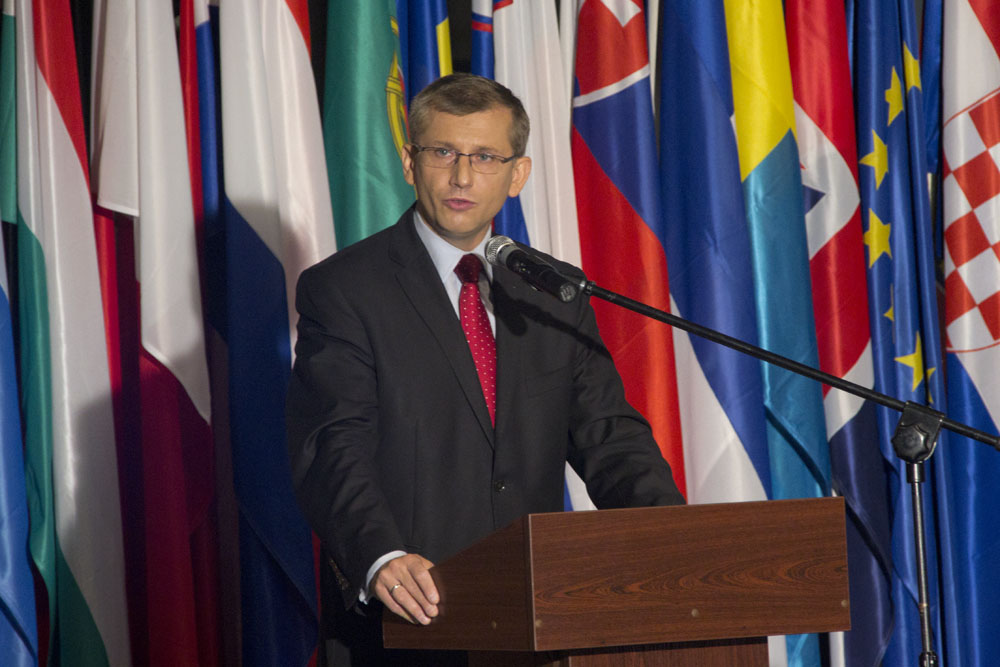
وزير العدل البولندي كرزيستوف كوياتكوفسكي خلال الاحتفال الرسمي باليوم الأوروبي لإحياء ذكرى ضحايا الستالينية والنازية لأول مرة في بولندا في 23 أغسطس 2011

تم الاحتفال بيوم التذكر رسميا من قبل هيئات الاتحاد الأوروبي منذ عام 2009. في بعض البلدان، تم اعتماد يوم الذكرى رسميًا بموجب القانون (أحيانًا بأسماء مختلفة قليلاً).

### السويد
تم الاحتفال باليوم الدولي لإحياء ذكرى ضحايا الستالينية والنازية في السويد منذ عام 2008، بمشاركة أعضاء من الحكومة. كانت السويد أول دولة تحيي ذكرى التذكر رسمياً.

### بولندا
في عام 2011، تم الاحتفال رسمياً باليوم الأوروبي لإحياء ذكرى ضحايا الستالينية والنازية في بولندا لأول مرة خلال رئاسة بولندا للاتحاد الأوروبي. منذ ذلك الحين تم الاحتفال بها سنويًا من قبل حكومة بولندا، وهو يوم رسمي مهم لإحياء ذكرى بولندا.

### ألمانيا

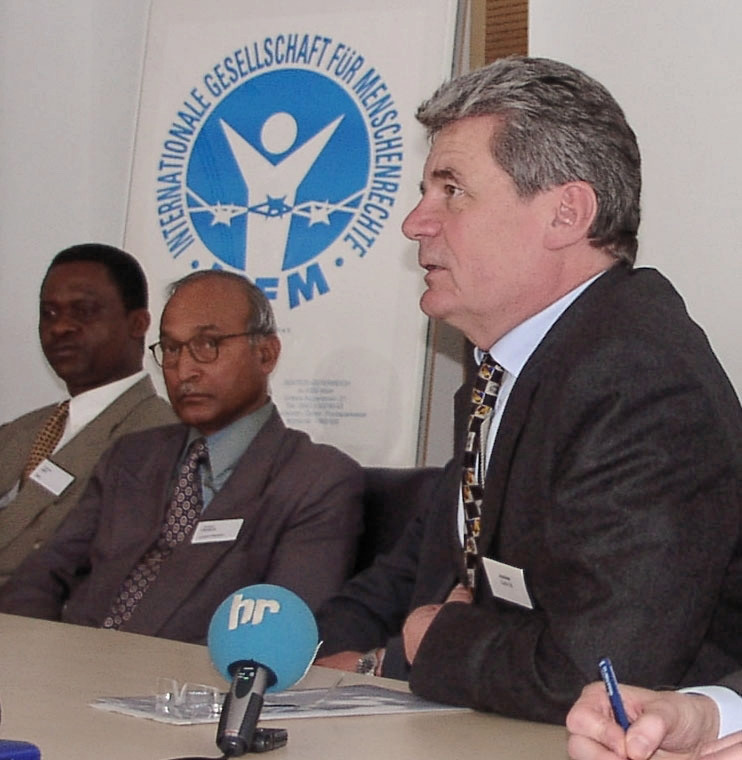
انضم الرئيس السابق لألمانيا، يواكيم جوك، إلى فاتسلاف هافيل لاقتراح إقامة يوم الذكرى

كان الرئيس السابق لألمانيا، يواكيم جوك، أحد رجال الدولة الذين اقترحوا إقامة يوم الذكرى، إلى جانب فاتسلاف هافيل. احتفلت الهيئات الحكومية الألمانية المختلفة باليوم الأوروبي لإحياء ذكرى ضحايا الستالينية والنازية. على سبيل المثال يتم الاحتفال بهذا اليوم من قبل المؤسسة الفيدرالية لإعادة تقييم ديكتاتورية SED، وهي كيان حكومي اتحادي أنشأه البوندستاغ للبحث وتوثيق الديكتاتورية الشيوعية في ألمانيا الشرقية. يتم الاحتفال بيوم التذكر أيضًا من قِبل حكومات الولايات المختلفة، مثل حكومة ولاية براندنبورغ  والسلطات الحكومية المحلية. ويلاحظ أيضًا على سبيل المثال مؤسسة كونراد أديناور التابعة للاتحاد الديمقراطي المسيحي  أو الفرع الألماني لمنظمة الحقوق المدنية ميموريال.
يتم الاحتفال بيوم التذكر أيضًا من قبل الشبكة الأوروبية للتذكير والتضامن، وهي منظمة دولية مقرها وارسو تأسست من قبل حكومات ألمانيا وبولندا والمجر وسلوفاكيا ومنذ انضمامها أيضًا إلى رومانيا، تقوم بتوثيق الأنظمة الاستبدادية في أوروبا وتحيي ذكرى ضحاياها. ومقاومة الأنظمة الاستبدادية.

### استونيا
في 18 يونيو 2009، عدل برلمان إستونيا قانون الأعياد والنصب التذكارية، واعتمد يوم 23 أغسطس يوم ذكرى ضحايا الستالينية والنازية.

### لاتفيا
في 17 يوليو 2009، اعتمد برلمان لاتفيا يوم 23 أغسطس باعتباره يوم إحياء ذكرى ضحايا الستالينية والنازية، بناءً على اقتراح من الاتحاد المدني.

### سلوفينيا
في 8 أغسطس 2012، اعتمدت الحكومة السلوفينية قرارًا يعلن يوم 23 أغسطس يوم الذكرى الأوروبي لضحايا جميع الأنظمة الاستبدادية والاستبدادية.

### جمهورية التشيك
يتم الاحتفال رسميًا باليوم الأوروبي لإحياء ذكرى ضحايا الستالينية والنازية من قبل حكومة جمهورية التشيك، التي بدأت أيضًا في إنشائها.

### المملكة المتحدة
في عام 2019، تم الاحتفال باليوم الأوروبي لإحياء ذكرى ضحايا الستالينية والنازية من قبل عمدة لندن، صادق خان، الذي أشار إلى أنه «يجب علينا الآن أكثر من أي وقت مضى أن نظهر التزامنا بمكافحة التطرف والاستبداد والتعصب بجميع أشكاله».

### فنلندا
في عام 2019، احتفلت حكومة فنلندا باليوم الأوروبي لإحياء ذكرى ضحايا الستالينية والنازية بمناسبة الذكرى الثمانين لتوقيع ميثاق مولوتوف-ريبنتروب.

## معرض صور

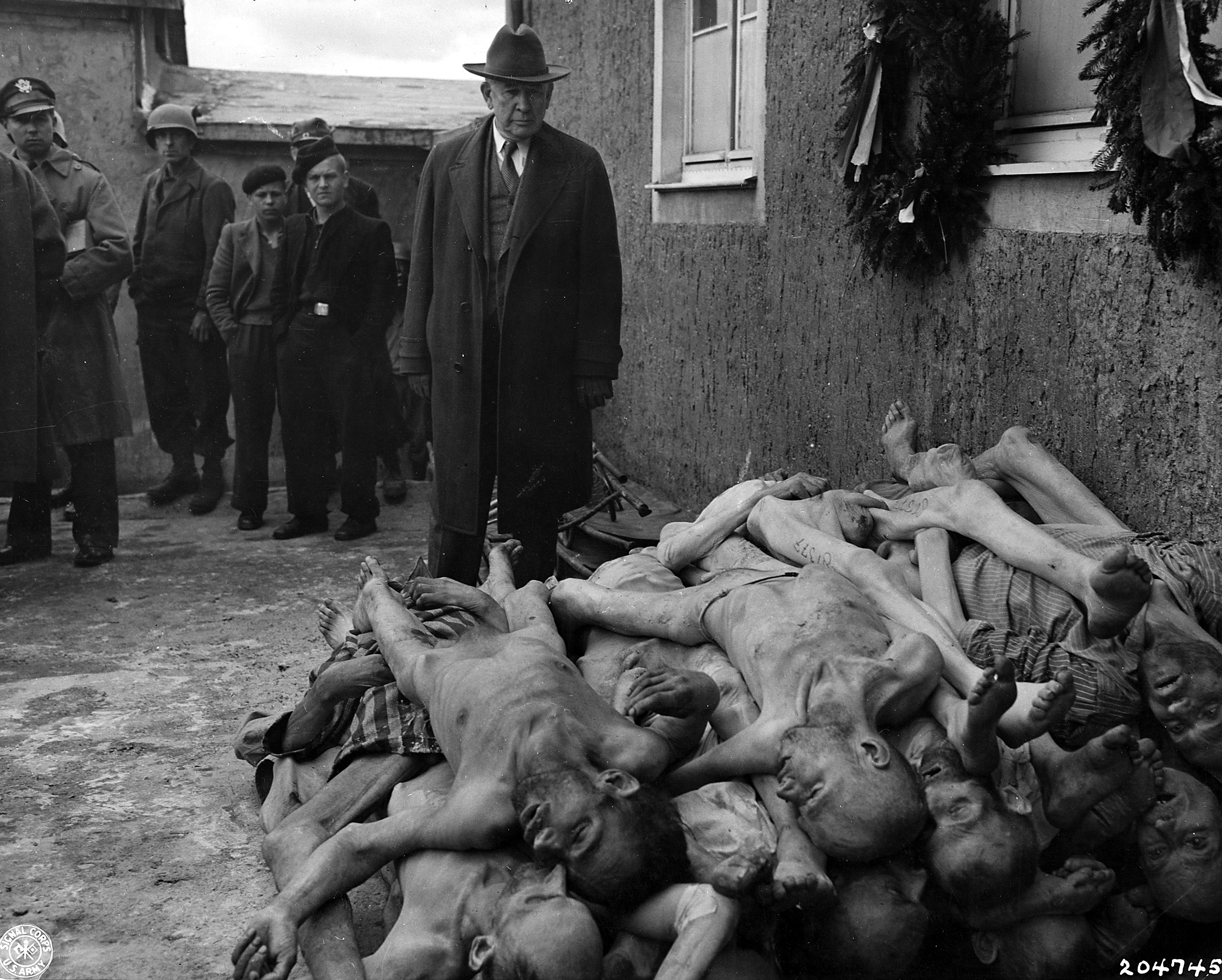
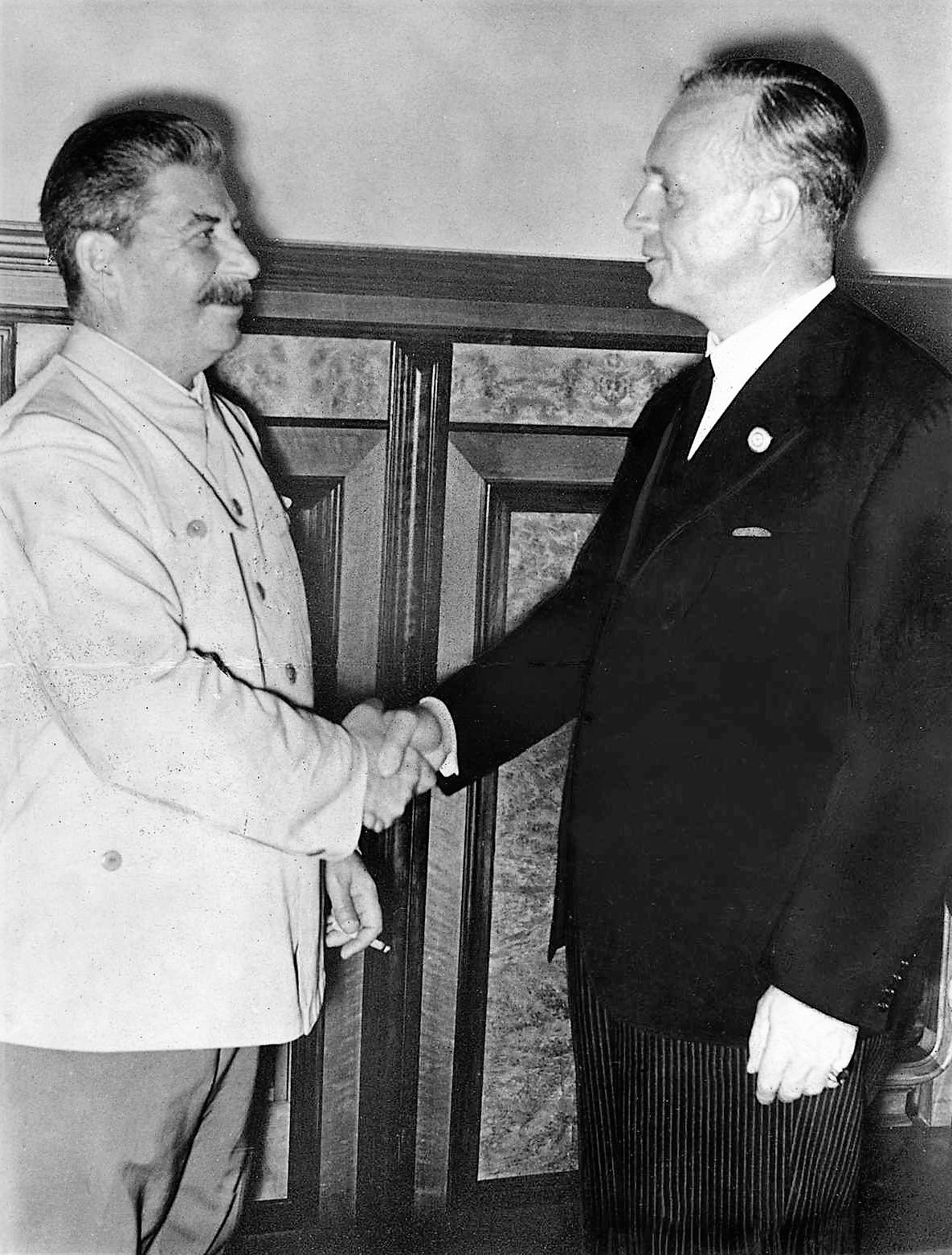

- ملف:Victims of Soviet NKVD in Lvov ,June 1941.jpg